# Gattinara (Wein)

Die Region Piemont und ihre Provinzen

Gattinara ist ein trockener Rotwein aus der norditalienischen Region Piemont, der 1967 den DOCG-Status erhalten hat. Namensgebend ist die Gemeinde Gattinara in der Provinz Vercelli.

## Lage

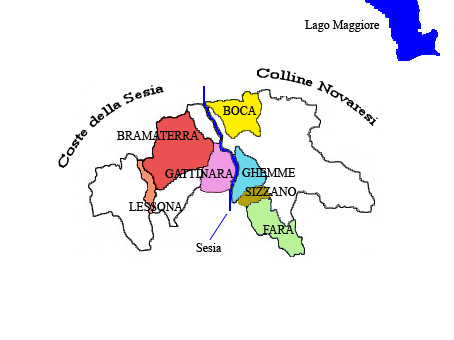
Die Weinbauzonen im Bereich der Sesia (Nordpiemont)

Das Produktionsgebiet gehört zu einem historisch bedeutenden Weinbaugebiet, das sich an den letzten Ausläufern der Alpen zu beiden Seiten des Flusses Sesia in den Provinzen Vercelli, Biella und Novara befindet. Hier befinden sich neun DOP Weinzonen, vertreten durch das Schutzkonsortium „Consorzio Tutela Nebbioli – Alto Piemonte“: Gattinara DOCG, Ghemme DOCG, Boca DOC, Bramaterra DOC, Colline Novaresi DOC, Coste della Sesia, Fara DOC, Lessona DOC und Sizzano DOC. Die prägende Rebsorte für die Weine dieser Gebiete ist der Nebbiolo.
Die DOCG Gattinara gehört zu den kleinsten Appellationen Italiens und umfasst das gesamte Gemeindegebiet der Kommune Gattinara. Die Weine können wahlweise aber auch als Coste della Sesia klassifiziert werden, wenn sie die entsprechenden Produktionsbedingungen erfüllen, da diese Appellation regional übergreifend ist und die Gemeinde Gattinara ebenfalls beinhaltet.

## Eigenschaften
Der Wein wird zum größten Teil (90–100 %) aus der Rebsorte Nebbiolo (regional auch „Spanna“ genannt) mit den möglichen Verschnittpartnern Vespolina (höchstens 4 %) und/oder Uva Rara gekeltert. Die vorgeschriebene Reifungsdauer für den Gattinara DOCG beträgt 35 Monate (davon 24 im Holzfass), mit dem Zusatz „Riserva“ 47 Monate (von diesen 36 im Holzfass).

## Beschreibung
(laut Produktionsvorschriften)
- Farbe: rubinrot, gelegentlich mit leichten granatroten Reflexen
- Geruch: charakteristischer Duft, angenehm, fein, mit Anklängen an Veilchen
- Geschmack: trocken, angenehm tanninhaltig, und lang anhaltendem Nachgeschmack
- Alkoholgehalt: mindestens 12,5 %, für „Riserva“ mindestens 13 %
- Gesamtsäure: mindestens 4,5 g/l, für „Riserva“ mindestens 5 g/l
- Trockenextraktgehalt: mindestens 20 g/l, für „Riserva“ mindestens 22 g/l